# قزل قلعة كورانلو
قزل قلعة كورانلو (بالفارسية: قزل‌قلعه کورانلو) هي منطقة سكنية تقع في Charuymaq-e Jonubesharqi Rural District في إيران. يقدر عدد سكانها بـ 185 نسمة .